# Ministero dello sviluppo territoriale e dell'habitat
Il Ministero dello sviluppo territoriale e dell'habitat (in spagnolo Ministerio de Desarrollo Territorial y Hábitat) era un dicastero del governo argentino responsabile della definizione delle politiche abitative e dell'habitat a livello nazionale.
È stato creato il 10 dicembre 2019, durante la presidenza di Alberto Fernández, con il decreto 7/2019 che ha modificato la Legge dei Ministeri, trasferendo la competenza delle politiche abitative al Ministero dell'interno, dei lavori pubblici e dell'edilizia abitativa. Il ministero è stato sciolto con il decreto 8/2023 l'11 dicembre 2023, nell'ambito della riduzione da 19 a 8 dipartimenti disposta dal governo di Javier Milei.

## Organizzazione
Il portafoglio è stato organizzato come segue:
- Segreteria dello sviluppo territoriale
- Ministero dell'habitat
- Segreteria di coordinamento federale
- Segreteria di coordinamento

## Elenco dei ministri
| N° | Ministro             | Partito | Partito                | Mandato                             | Presidente        |
| -- | -------------------- | ------- | ---------------------- | ----------------------------------- | ----------------- |
| 1  | María Eugenia Bielsa |         | Partito Giustizialista | 10 dicembre 2019 – 13 novembre 2020 | Alberto Fernández |
| 2  | Jorge Ferraresi      |         | Partito Giustizialista | 13 novembre 2020 – 1° novembre 2022 | Alberto Fernández |
| 3  | Santiago Maggiotti   |         | Partito Giustizialista | 1° novembre 2022 – 10 dicembre 2023 | Alberto Fernández |